# 鳴虫山
鳴虫山（なきむしやま）は、栃木県日光市にある標高1,103.5 mの山。日光市街から南へ約2 km、日光連山と大谷川を挟んで対峙する。山頂には二等三角点が設置されている。

## 概要
「この山に雲がかかると雨になる」という地元の言い伝えから、鳴虫山になったと言われる。別説では、祢々切丸（二荒山神社所蔵、重要文化財指定）と呼ばれる神刀が、鳴虫山に潜んでいた「ネーネー」と鳴く虫の怪物祢々（ねね）を刀自らが飛び追跡し討伐したという伝説が由来ともされる。
大懺法岳（だいせんぽうだけ）とも呼ばれ、古くから日光の修行僧が参詣した山で、合峰と呼ばれる修行場の跡もある。

## 登山
東武日光駅から登山口まで約1 kmとアクセスがよく、またアップダウンもあるが4時間半程度で周回できるため、登山者に人気の山となっている。特にアカヤシオツツジやカタクリの花の時期には多くの人で賑わう。
標高差は500 m程度であるが、頂上付近は急勾配であること、また木の根や石の階段が続き滑りやすいため、足元には注意が必要である。
山頂は木々で覆われているものの、落葉後は樹間から男体山や女峰山といった日光連山や高原山などが眺められる。
なお、化け地蔵で有名な憾満ヶ淵（含満ヶ淵）方面にもコースがあり、日光東照宮や日光田母沢御用邸記念公園、金谷ホテル歴史館といった名所・旧跡などと組み合わせることもでき、周回コースが人気となっている。

## ギャラリー

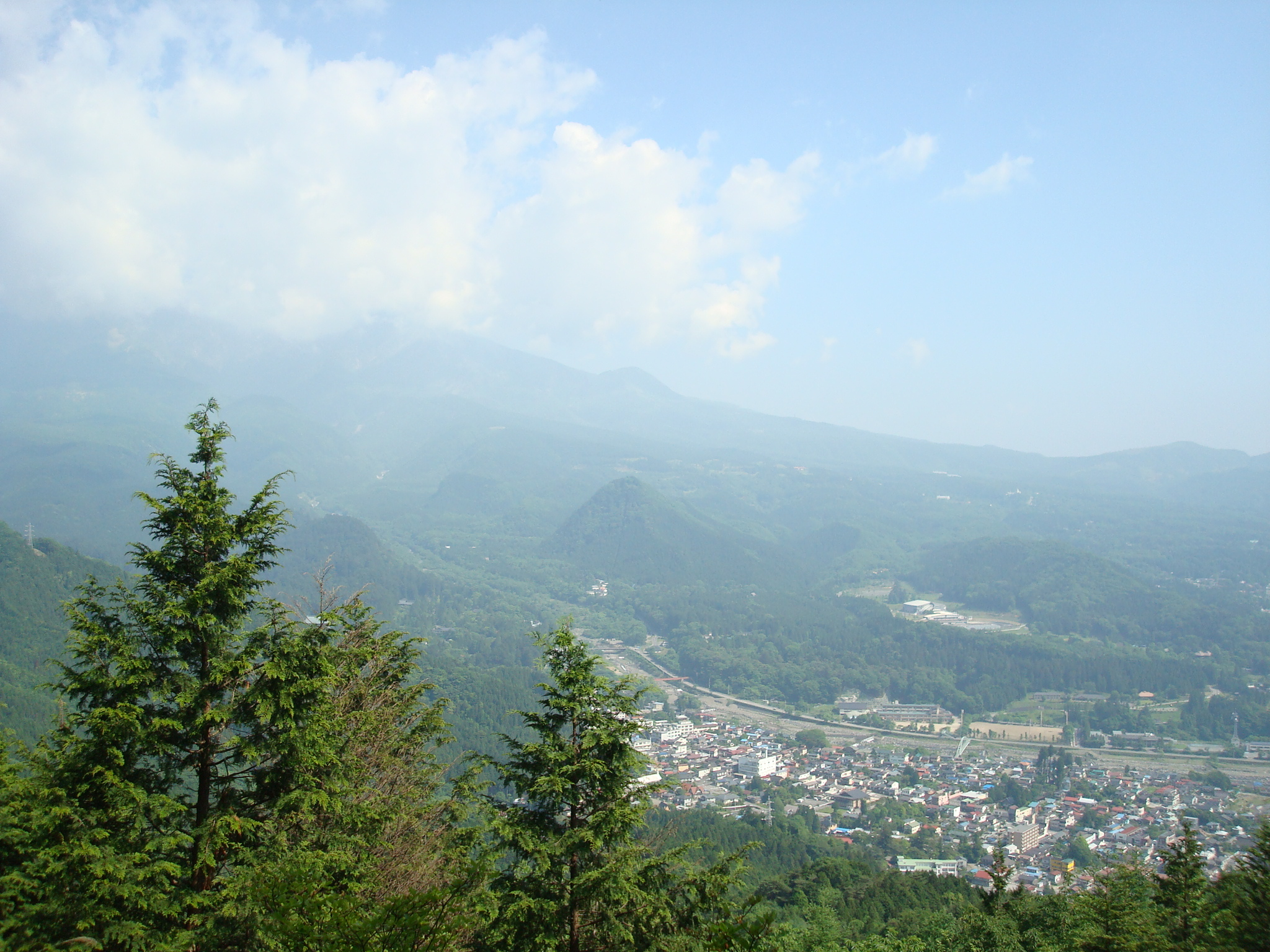
神ノ主山からの女峰山と日光市街
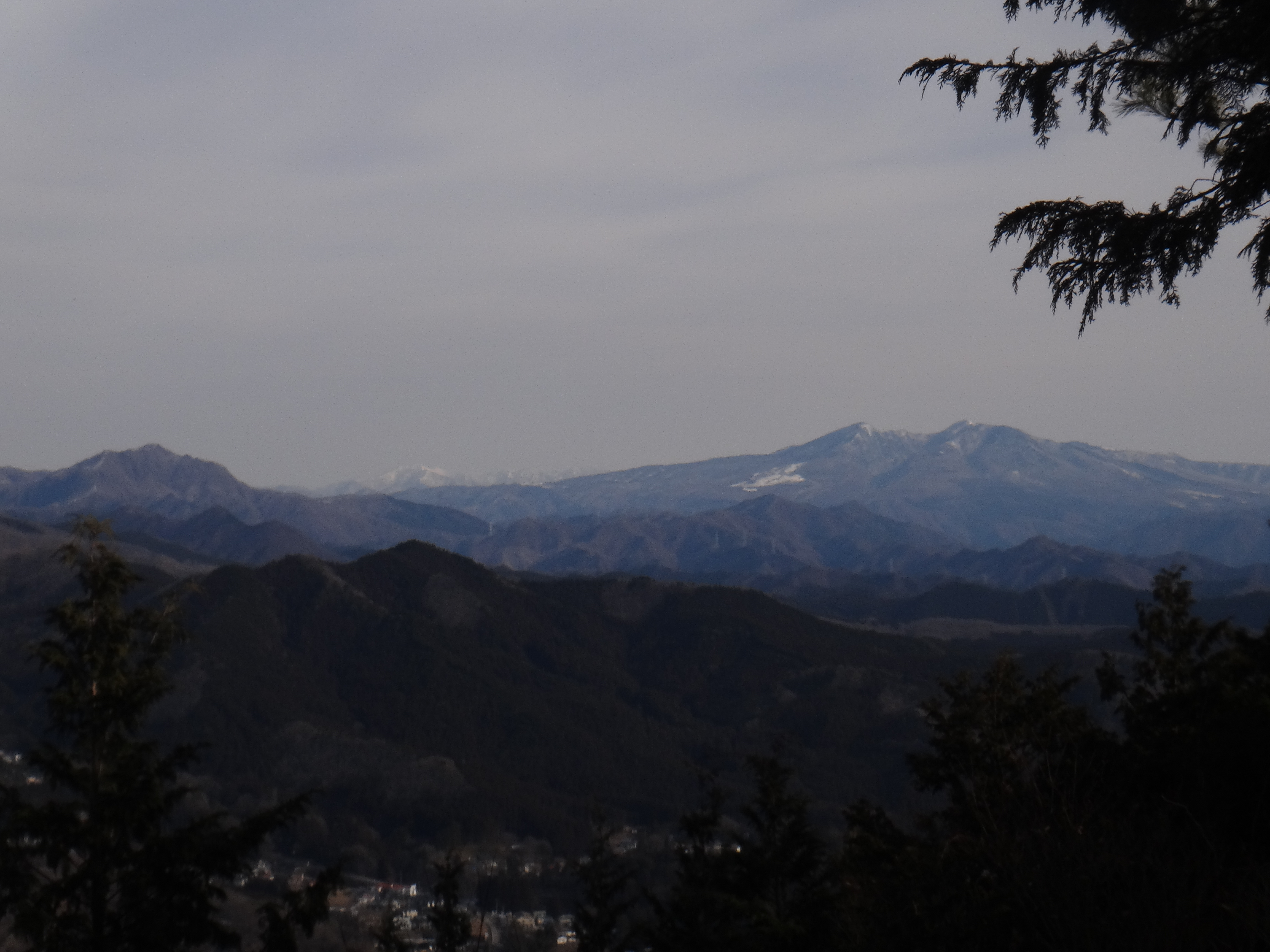
神ノ主山からの高原山
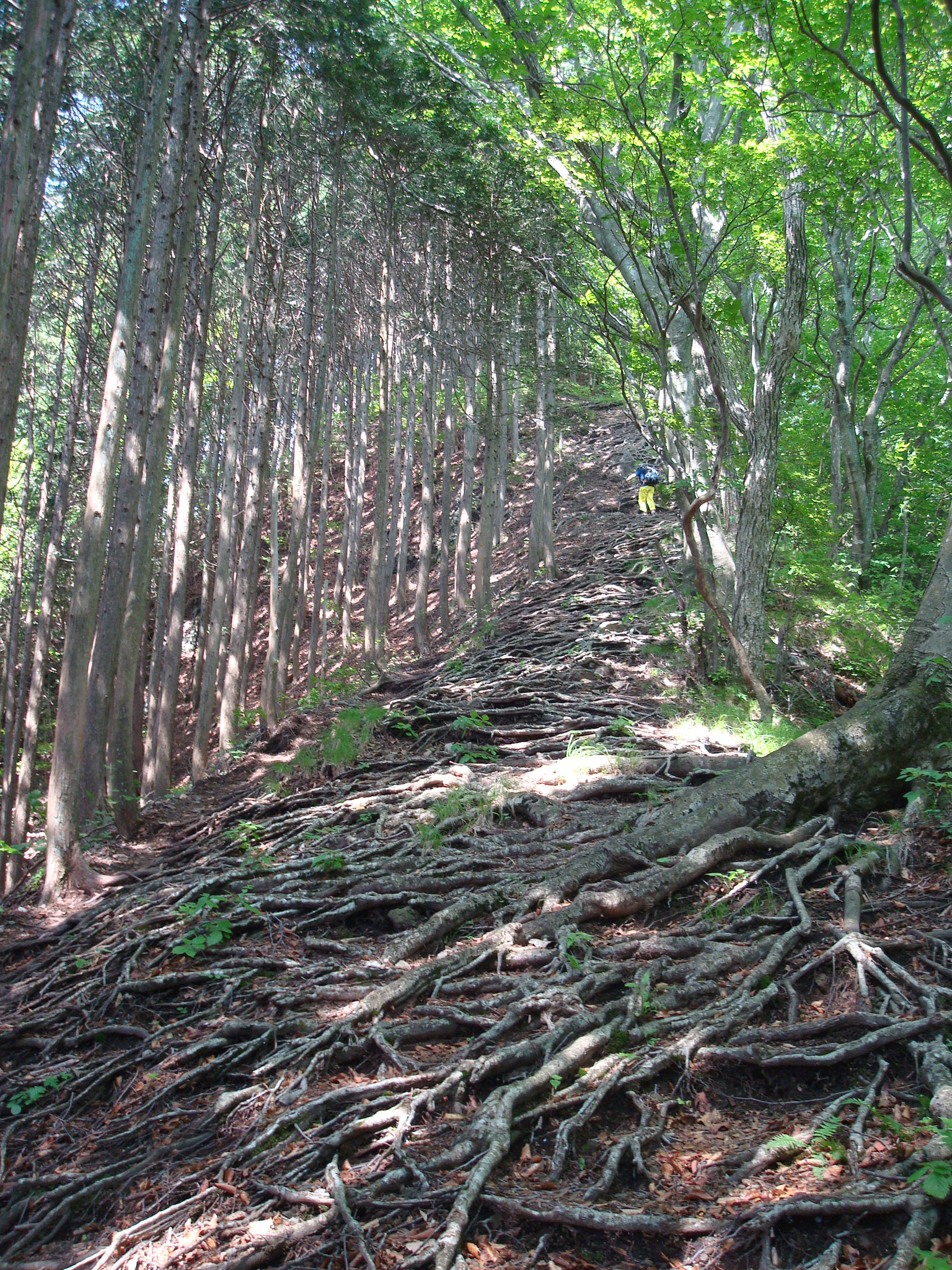
木の根が張った登山道
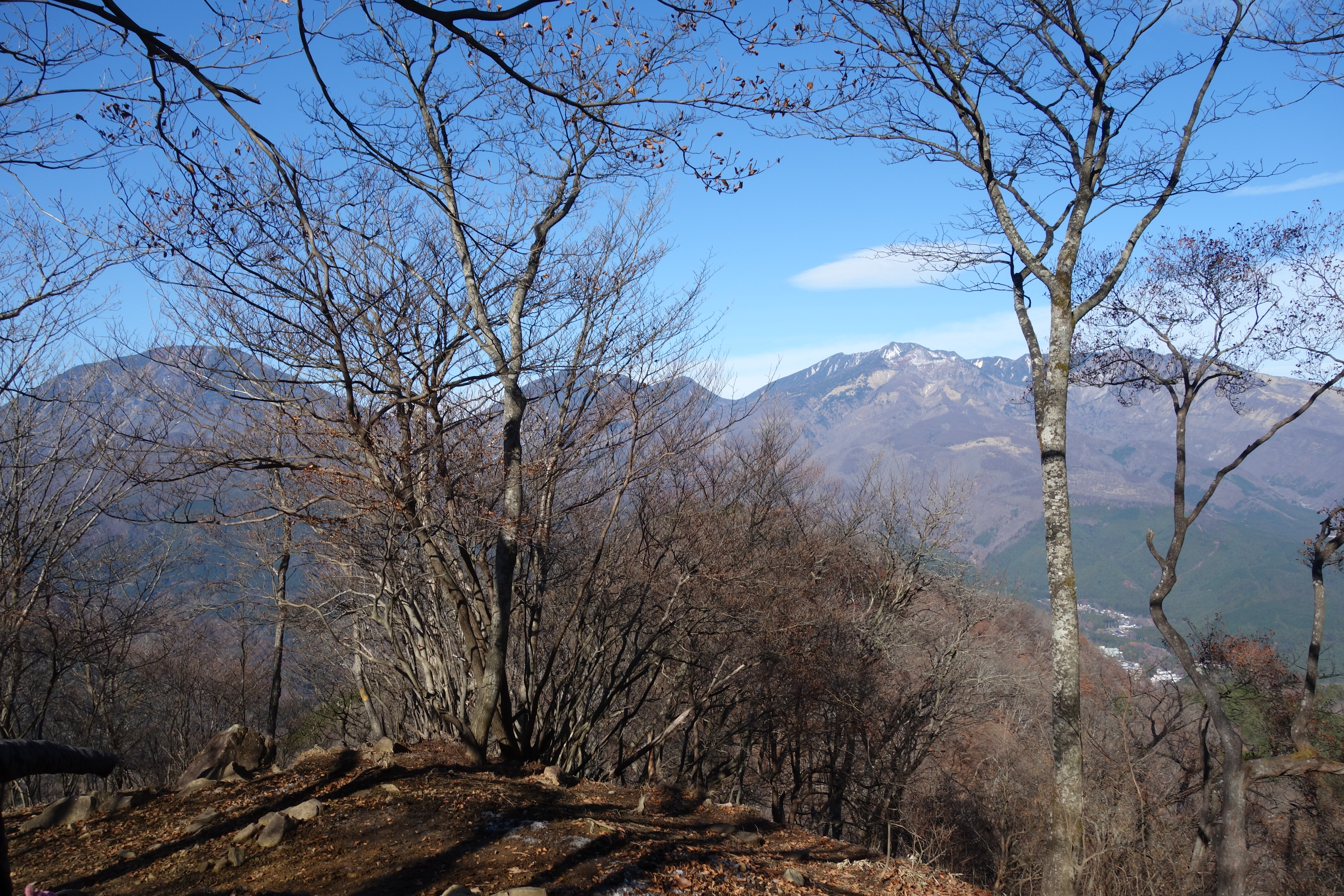
山頂からの日光連山
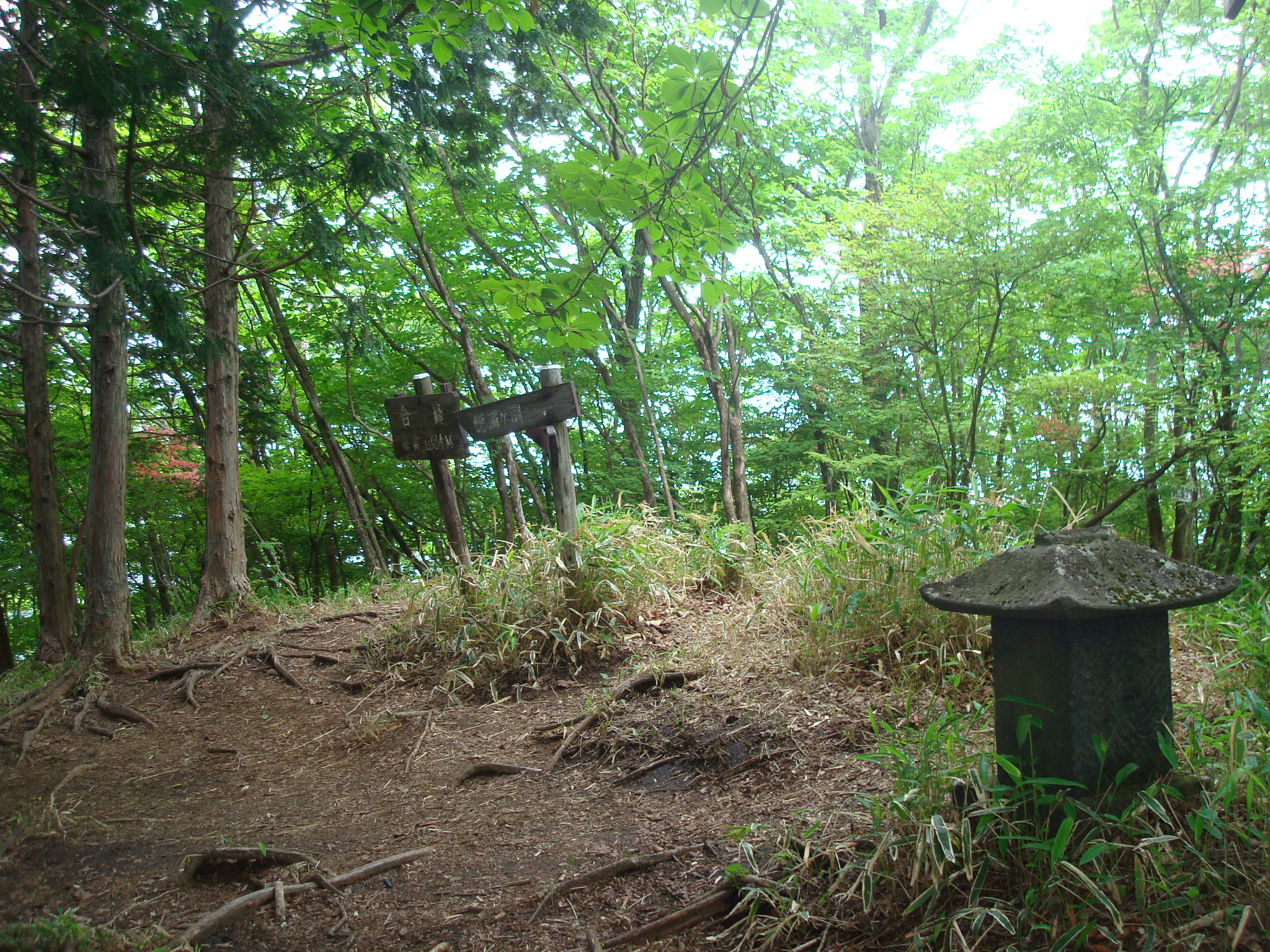
合峰（修行場の跡）
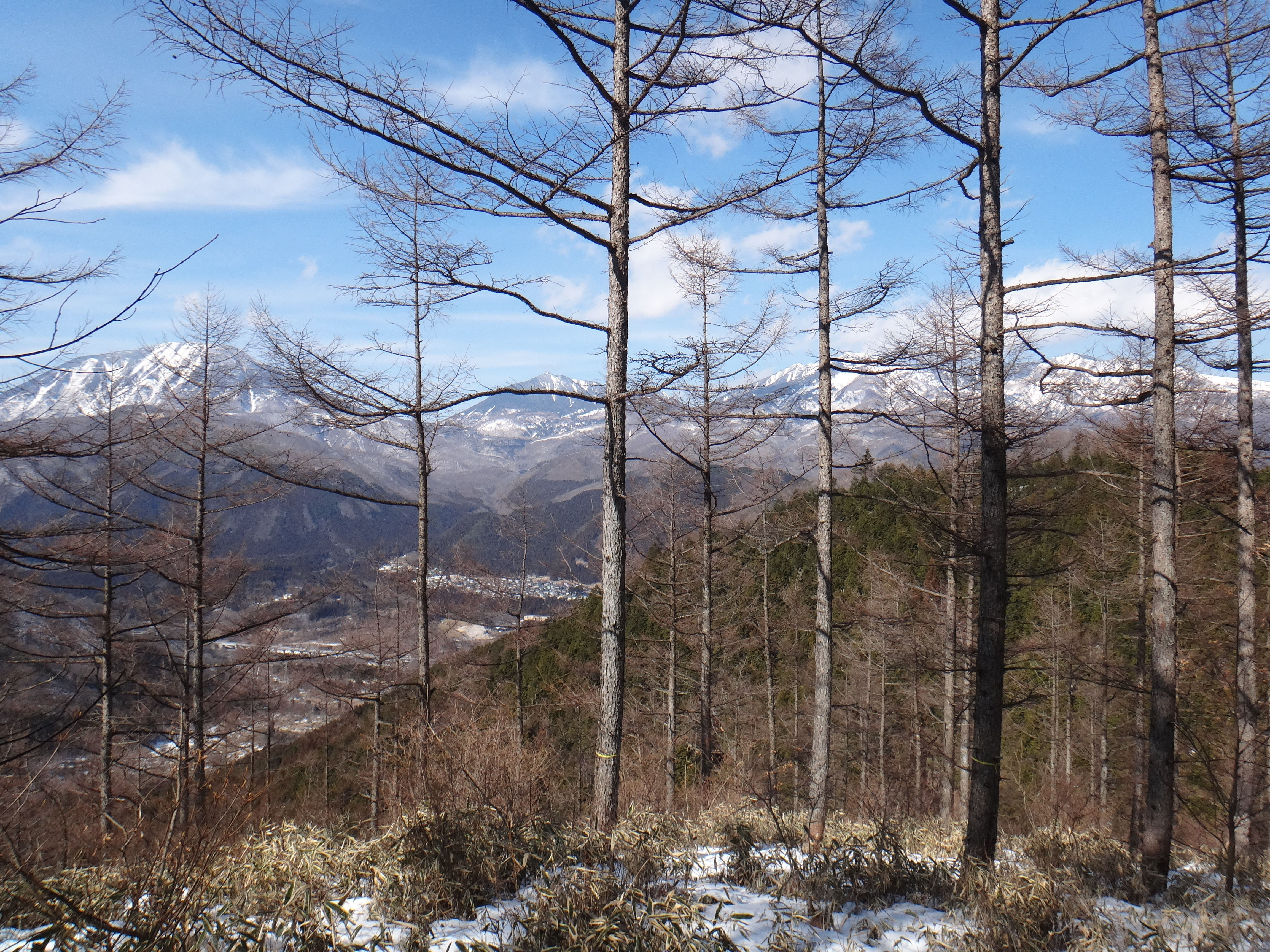
樹間からの日光連山（合峰 - 独標間）
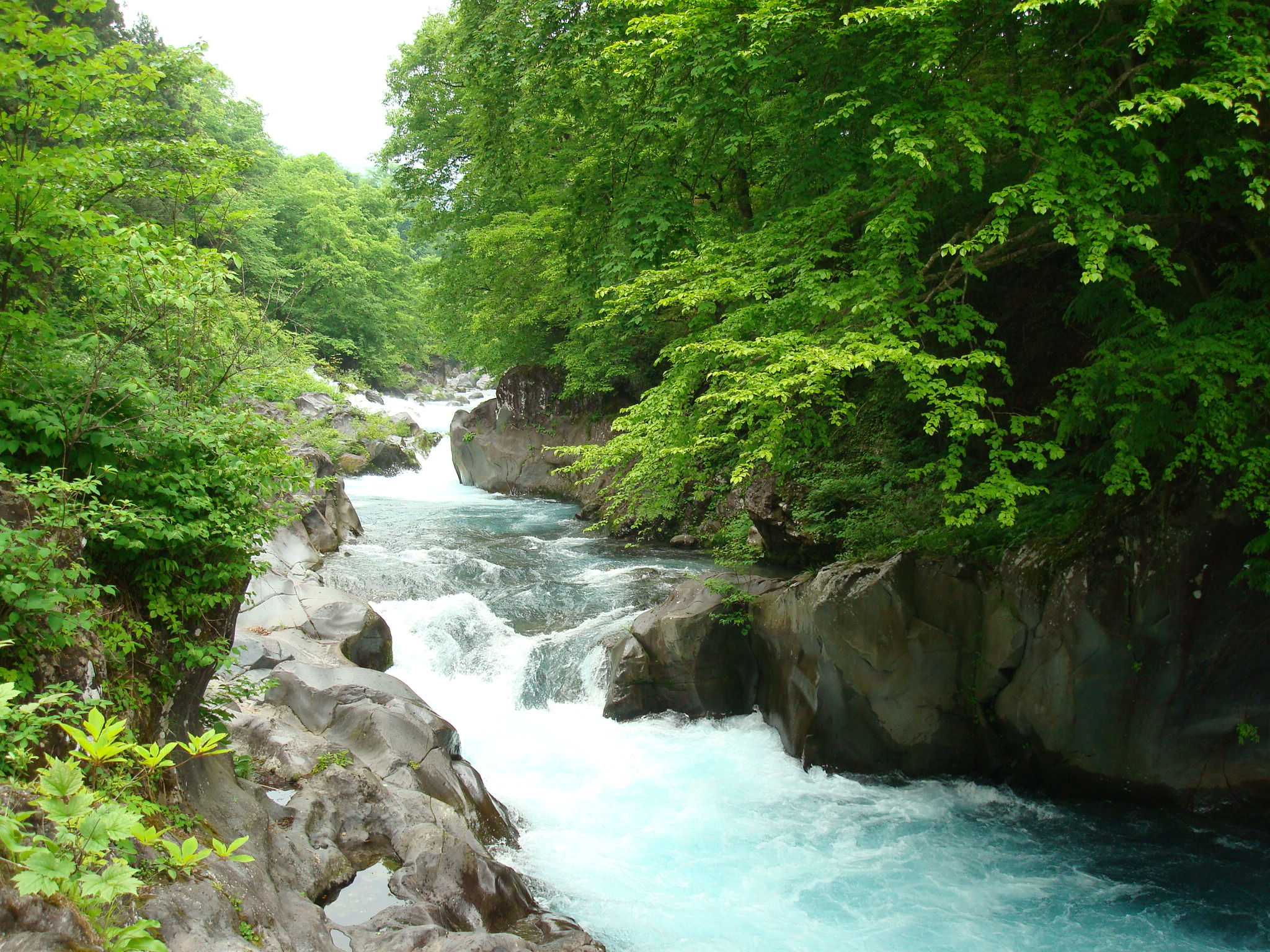
憾満ヶ淵
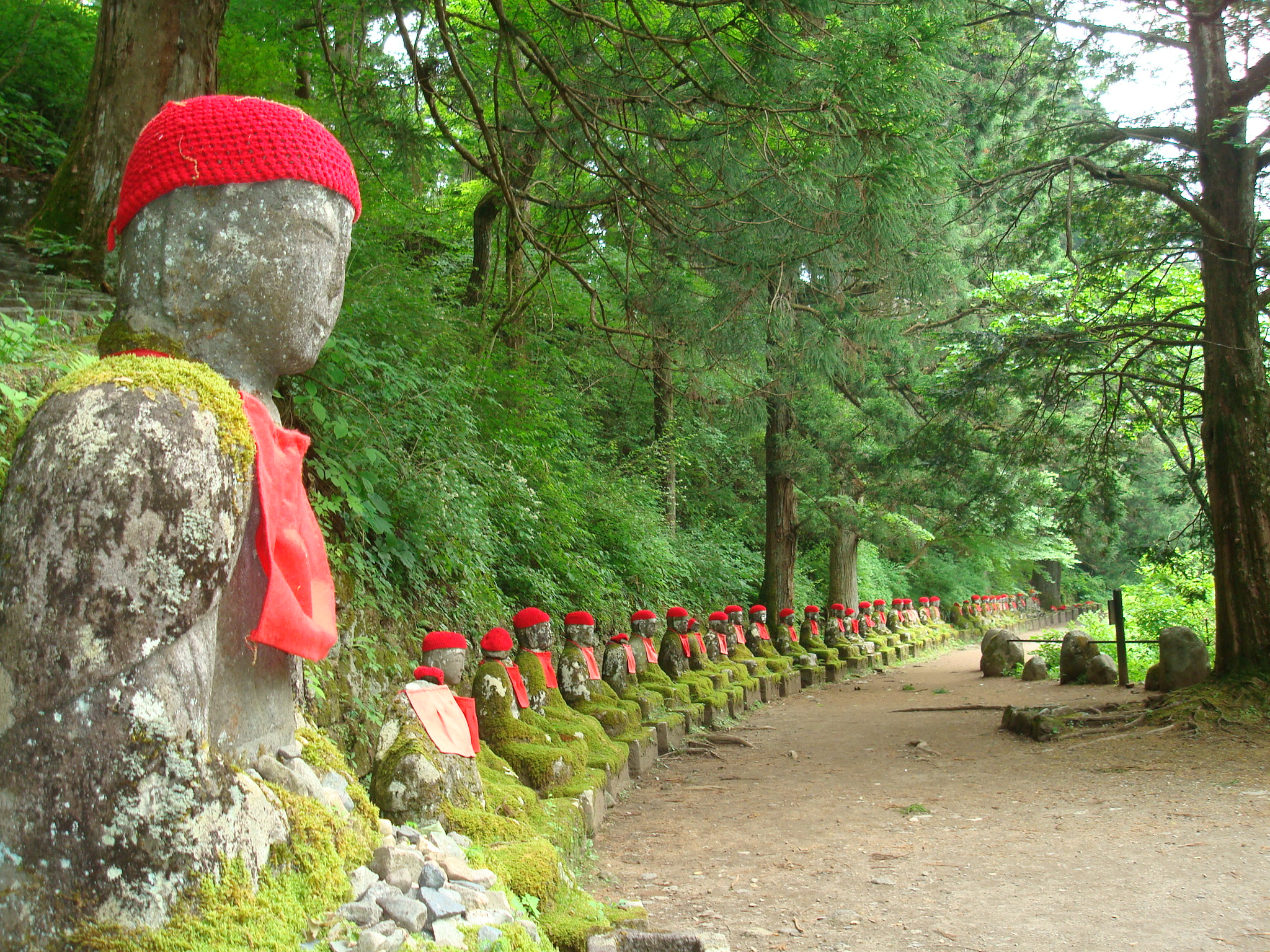
憾満ヶ淵の化け地蔵